# Aphelandra lingua-bovis
Aphelandra lingua-bovis är en akantusväxtart som beskrevs av Emery Clarence Leonard. Aphelandra lingua-bovis ingår i släktet Aphelandra och familjen akantusväxter. Inga underarter finns listade i Catalogue of Life.